# Cantimpalos
Cantimpalos es un municipio y localidad española de la provincia de Segovia, en la comunidad autónoma de Castilla y León. El término municipal tiene una población de 1427 habitantes (INE 2024). Da nombre a la indicación geográfica protegida del chorizo de Cantimpalos.

## Geografía

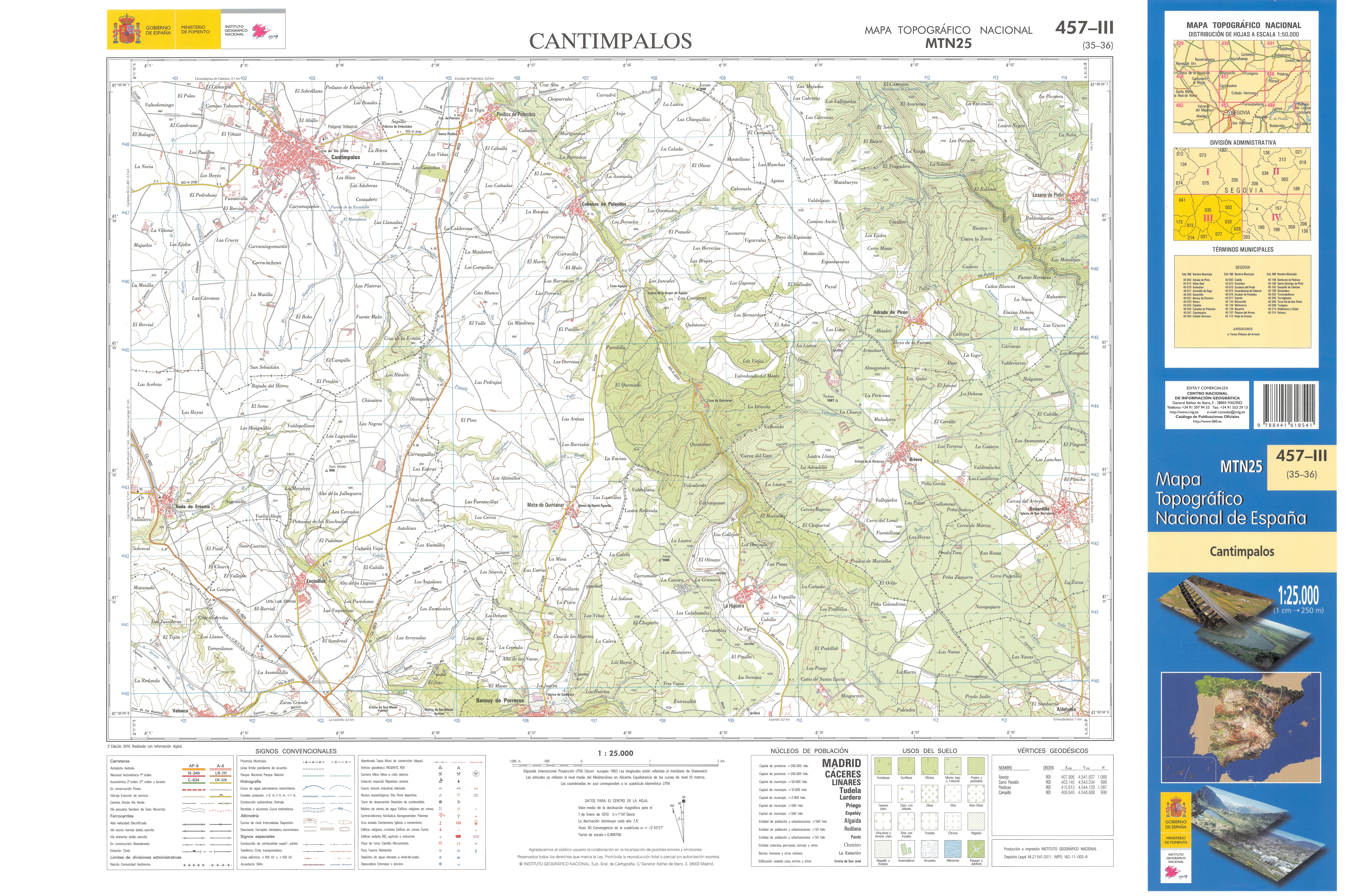
Fragmento de la hoja 457 del Mapa Topográfico Nacional de España de 2010 en el que se representa parte de Cantimpalos

Pertenece a la subcomarca de: Valles del Pirón y Polendos y El Llano. Existen varias zonas y paisajes naturales a las afueras de la localidad: laguna, alameda, y zona de las “jarviveras” en el monte de Cantimpalos. De esta zona se obtenía la piedra, que se convertía en cal tras un proceso de cocción y que servía para encalar las paredes de las casas antiguamente.

## Historia
Su origen en la historia surge, como en la mayoría de las poblaciones de la Extremadura castellana, a partir de la repoblación de esta área durante el siglo XII.
Cantimpalos está documentada desde la primera mitad del siglo XIII, ya que la primera constatación de su nombre data del 1 de junio de 1247 y aparece en un documento de distribución de rentas del Cabildo de la Catedral de Segovia con el nombre de “Cam de palos”. y posteriormente Cantepalos hasta su actual derivación de Cantimpalos. Nombre que según parece, hace referencia a un «campo» que era posesión de un tal Pablo, o por lo menos esta es la interpretación por ahora más factible al nombre de esta famosa villa chacinera segoviana. Dentro de su actual término también se localizaba otro poblado, conocido como Pedrazuela y que, como Cantimpalos, pertenecía al Sexmo de Cabezas y a la Comunidad de Villa y Tierra de Segovia.
En cuanto a su famoso chorizo casi podríamos decir que lo elaboran desde siempre, quedando constancía ya de su producción en torno a 1900 como la fecha en que tiene lugar el desarrollo de una industria chacinera aprovechando la tradición que ya existía de la preparación de manera particular. Existen documentos comerciales de los años 1928 y 1933 que recogen transacciones comerciales de Chorizos de Cantimpalos a México, siendo curioso que uno de estos documentos advierta a los proveedores de la aparición de imitaciones del mismo.

## Geografía
| Noroeste: Escarabajosa de Cabezas                | Norte: Escarabajosa de Cabezas  | Noreste: Escobar de Polendos                      |
| Oeste: Yanguas de Eresma                         |                                 | Este: Escobar de Polendos                         |
| Suroeste: enclave de Carbonero de Ausín (Armuña) | Sur: Roda de Eresma, Encinillas | Sureste: Escobar de Polendos, Cabañas de Polendos |

## Demografía
Cuenta con una población de 1427 habitantes (INE 2024).
| Gráfica de evolución demográfica de Cantimpalos entre 1842 y 2021                                                     |
| |
| Población de derecho según los censos de población del INE. Población de hecho según los censos de población del INE. |

| 1332          | 1306 | 1284 | 1296 | 1371 | 1420 | 1421 | 1368 | 1344 | 1321 | 1340 | 1330 |
| (Fuente: INE) |      |      |      |      |      |      |      |      |      |      |      |

## Administración y política
| Periodo   | Nombre                   | Partido |
| --------- | ------------------------ | ------- |
| 1979-1983 | Pedro Matarranz Garrido  | PSOE    |
| 1983-1987 | Pedro Matarranz Garrido  | PSOE    |
| 1987-1991 | José Mendoza Pedrazuela  | PDP     |
| 1991-1995 | Pedro Matarranz Garrido  | PSOE    |
| 1995-1999 | Pedro Matarranz Garrido  | PSOE    |
| 1999-2003 | Pedro Matarranz Garrido  | PSOE    |
| 2003-2007 | Pedro Matarranz Herrero  | PSOE    |
| 2007-2011 | Inés Escudero Herrero    | PP      |
| 2011-2015 | Inés Escudero Herrero    | PP      |
| 2015-2019 | Inés Escudero Herrero    | PP      |

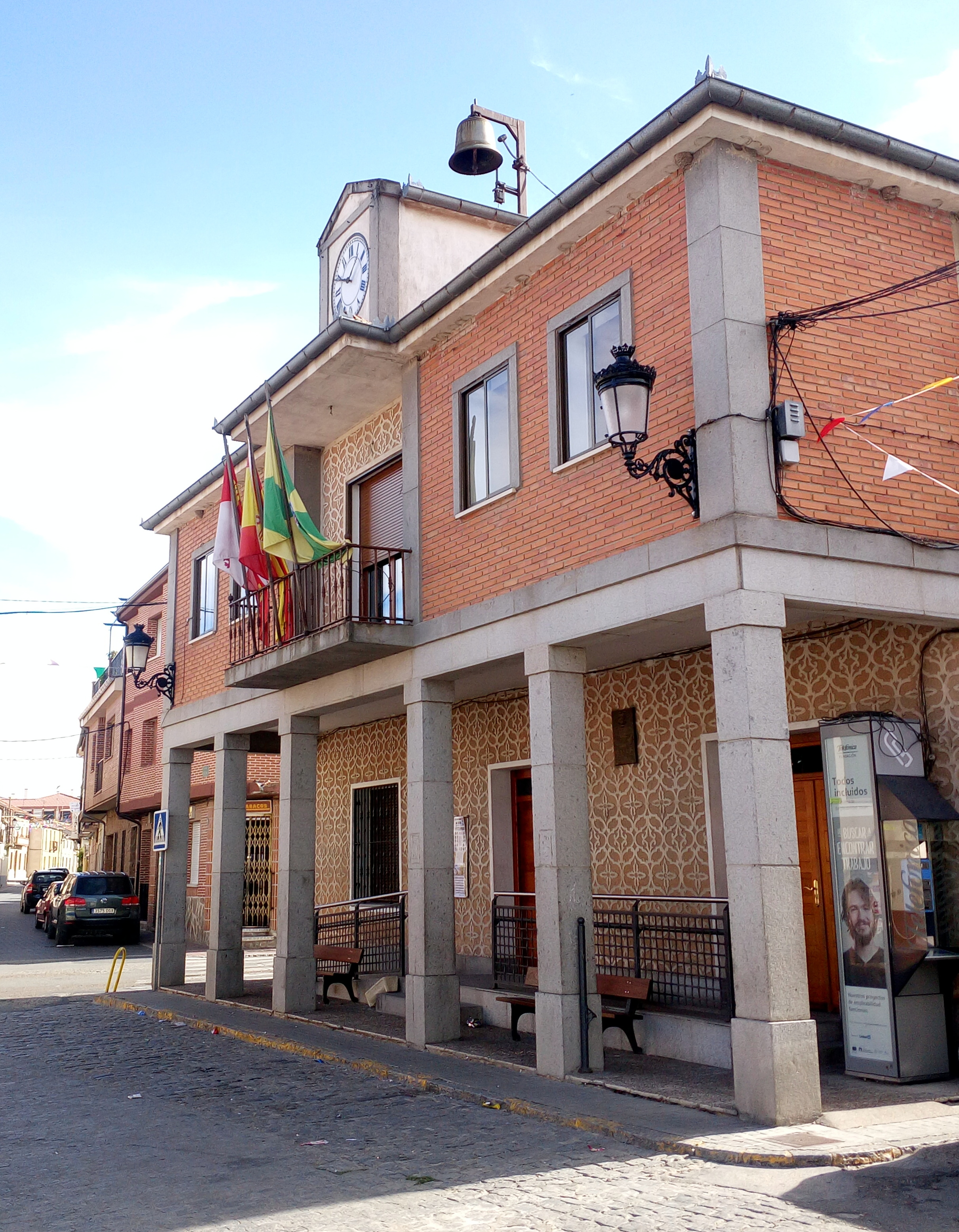
Casa consistorial

| 2019-2023 | Amador Álvarez de Frutos | PSOE    |
| 2023-act. | Inés Escudero Herrero    | PP      |

## Patrimonio

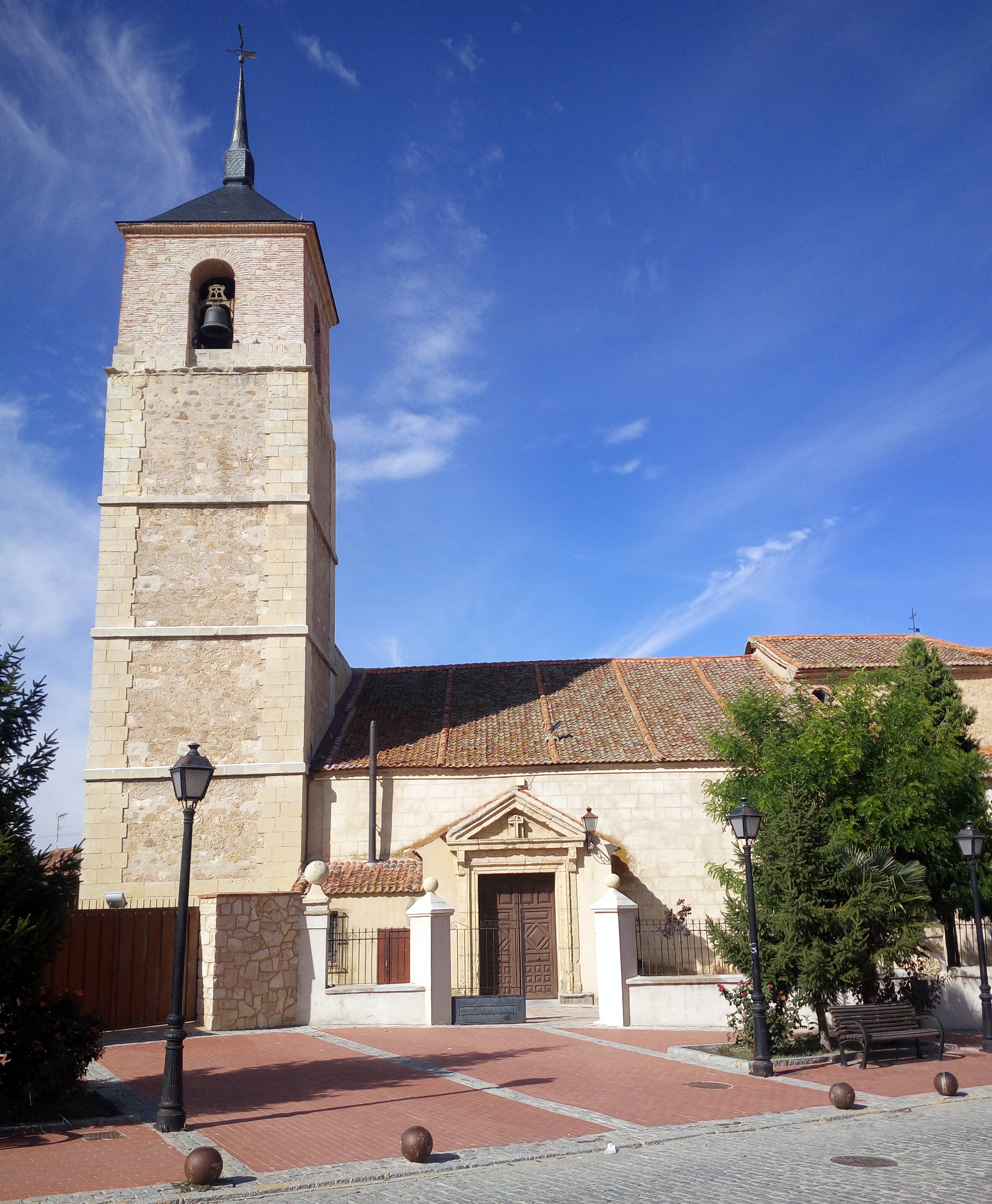
Iglesia de la Inmaculada Concepción

- Iglesia de la Inmaculada: Dentro de su núcleo urbano destaca la iglesia parroquial de la Inmaculada Concepción, antes dedicada a San Abdón y San Senén, que es una buena obra del gótico tardío, estructurada con una cabecera ábsidal y tres naves separadas por pilares. Esta cabecera y el ábside se cubre con bóvedas de crucería estrellada y la nave central con una gran armadura de limas mudéjar. En su capilla mayor podemos admirar un espléndido retablo mayor de estilo barroco con columnas salomónicas, en cuyo centro se encuentra la imagen de la Inmaculada Concepción y en el ático los dos santos ya mentados. A los pies del templo también veremos el coro que acoge un órgano barroco, y en el sotocoro un rico artesanado de estilo mudéjar. En la capilla del baptisterio también podemos contemplar una buena pila bautismal gallonada. A todo esto se une su cruz parroquial cincelada en plata del siglo XVI, la imagen de la Virgen de las Aguas (siglo XV), y un cuadro representando la Presentación del Niño Jesús en el Templo, de la escuela de Lucas Jordán de finales del siglo XVII.
- Ermita del Cristo: A la entrada del pueblo también se puede contemplar la ermita de Cristo, donde se acoge la imagen del Cristo de las Cinco Llagas. El aspecto actual de la ermita responde a múltiples reformas realizadas a lo largo de la historia de su construcción. El primer dato que se ha encontrado data del año 1599 y se refiere a los 20 ducados que recibió el pintor Juan del Río de la Cofradía de Cantimpalos por la obra realizada en el retablo hoy desaparecido, que se encontraba en el Humilladero de Cantimpalos. La ermita es de planta rectangular, cubierta a dos aguas y su edificación es bastante simple. En su interior podemos encontrar un solo altar adorando con un dosel de terciopelo en el que se encuentra la imagen del Cristo de las Cinco Llagas.

## Símbolos
El escudo heráldico que representa al municipio se blasona de la siguiente manera: 

Escudo medio cortado y partido. Primero , de azur con una torre de iglesia de plata, terrasada, acompañada en los flancos de una rueda dentada, de oro. Segundo, de sinople con cuatro palos de plata. Tercero, de gules con un acueducto de dos órdenes, de plata y mazonado de sable, puesto sobre diez peñascos de lo mismo. Al timbre, la Corona Real Española.
Boletín Oficial de Castilla y León n.º 100/1999 de 27 de mayo de 1999

La descripción textual de la bandera es la siguiente:

Bandera cuadrada, de proporción 1:1, gironada de verde y amarillo, cargada al centro con el escudo municipal, en sus colores.
Boletín Oficial de Castilla y León n.º 100/1999 de 27 de mayo de 1999

## Cultura

### Folclore y costumbres
Las fiestas grandes se celebran el último fin de semana de agosto en honor a La Inmaculada Concepción, incluidos el lunes y martes de la semana siguiente coincidiendo a veces con el inicio de septiembre. También se celebra la fiesta de La Inmaculada Concepción el 8 de diciembre. Fiesta de la Juventud, organizada por los quintos a mediados de julio, es el primer fin de semana, pasado el 15 de julio.
En este pueblo tienen lugar varios acontecimientos deportivos de interés: 
- El tercer fin de semana de agosto la Asociación Cultural Pedrazuela organiza un duathlón. Es una prueba de carácter nacional y cuenta con una importante participación de atletas.
- El día 8 de diciembre se celebra el Cross Nacional de Cantimpalos, en el que participan atletas de la provincia, nacionales y también atletas de talla internacional como Sonia Bejarano.
- En julio se celebra el campeonato de España en Tándem para ciegos, organizado por el Club Unión Ciclista Cantimpalos.

### Gastronomía

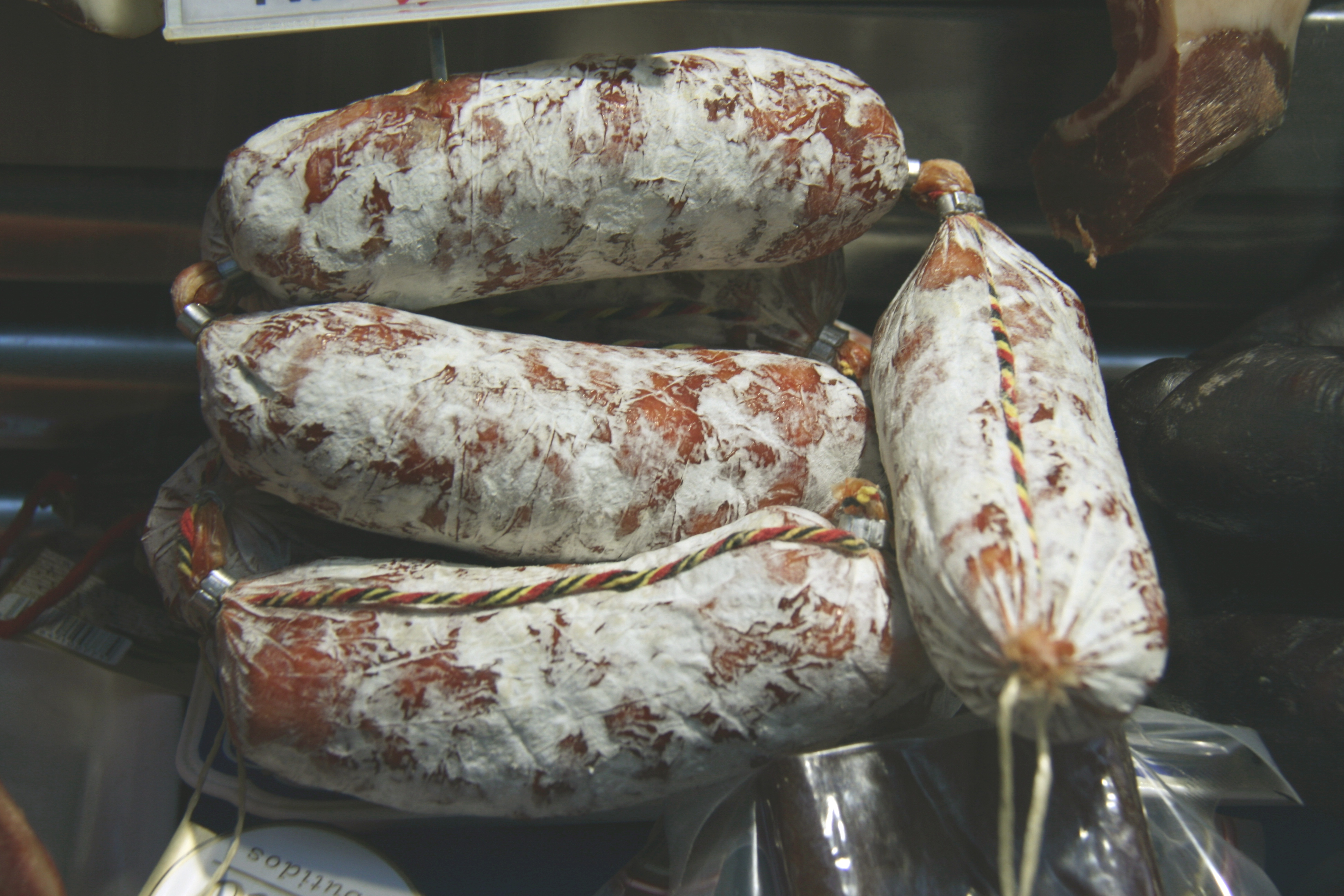
Chorizos de Cantimpalos

La localidad de Cantimpalos se encuentra dentro de una zona donde los productos del cerdo y sus derivados aparecen ligados estrechamente con la tradición popular, ya que en sus tierras se crían excelentes ejemplares de este animal. La carne de cerdo es transformada en todo tipo de manjares y embutidos.
El chorizo de Cantimpalos, una Indicación Geográfica Protegida desde 2008, se elabora con carne puesta en maceración con pimentón, ajo y orégano durante unos días, al término de los cuales es embutida prietamente en tripas de cerdo. Entre sus ingredientes se cuentan el magro de cerdo, el lomo y el jamón. Puede comerse tanto crudo como cocido.
La Feria del Chorizo tiene lugar el último fin de semana de abril. Está organizada por el Ayuntamiento y por la asociación de industria cárnica de Segovia.